# Свентославский, Войцех Алоизий
Войцех Алоизий Свентославский (пол. Wojciech Alojzy Świętosławski, 21 июня 1881 — 29 апреля 1968, Варшава) — польский физико-химик.

## Биография
Родился в семье небогатого польского помещика Волынской губернии.
В 1899 году окончил Киевскую 5-ю гимназию, а в 1906 году — химическое отделение Киевского политехнического института с квалификацией инженера-технолога.
Научными исследованиями начал заниматься еще в студенческие годы, напечатал две статьи в соавторстве со своим руководителем профессором У. Г Шапошниковым. С 1908 в должности ассистента кафедры красящей технологии политехнического института. Впоследствии лекционный ассистент кафедры неорганической химии, профессорский стипендиат в области термохимии, руководил дипломными работами по физической химии.
В течение 1910—1918 гг. преподавал в Московском университете. С 1918 на должности профессора в Варшавском политехническом институте (1918—1939, 1946—1951) и Варшавского университета (1918—1929, 1947—1960). Был ректором Варшавского политехнического института, министром религиозных конфессий и народного образования Польши (1935—1939).
Во время Второй мировой войны преподавал в университетах США. Впоследствии вернулся в Польшу и преподавал в Варшавском университете, работал в Академии наук Польши, был вице-президентом Международного союза теоретической и прикладной химии. Работал директором Института физической химии Польской АН (1955-1961).

## Научная деятельность
Как ученый Войцех Свентославский стал известным благодаря работам по термохимии органических веществ, а в 1911 году даже получил малую Менделеевскую премию. Коллеги считали его исключительно одаренным экспериментатором. После защиты в Киевском университете магистерской диссертации «Диазосоединения — термохимические исследования» ему было присвоено сразу степень доктора химии.
Войцех Свентославский считается основоположником термохимии органических соединений, основателем нового направления физической химии — полиазеотропии. Он разработал методики калориметрических измерений и теории процессов коксования и переработки каменноугольной смолы, изобретатель микрокалориметра.

## Награды
В 1951 и 1953 был отмечен Государственной научной премией Польши. Его дважды номинировали на соискание Нобелевской премии. 30 августа 2013 возле корпуса № 4 НТУУ «КПИ» ему открыт памятник.